# 1471 en Angleterre
Chronologie de l'Angleterre
- 1467
- 1468
- 1469
- 1470
- 1471
- 1472
- 1473
- 1474
- 1475

Cette page concerne l'année 1471 du calendrier julien.

## Naissances en 1471
- 22 juillet : Anthony Kitchin, évêque de Llandaff
- Date inconnue :
  - Richard Bartlot, médecin
  - John Forest, franciscain et martyr
  - Anne Hastings, comtesse de Shrewsbury
  - William Holles, lord-maire de Londres
  - Edmond de la Pole, 3e duc de Suffolk

## Décès en 1471
- 14 mars : Thomas Malory, écrivain
- 14 avril :
  - Richard Neville, 16e comte de Warwick
  - John Neville, 1er marquis Montagu
  - William Fiennes, 2e baron Saye and Sele
  - Humphrey Bourchier, 1er baron Cromwell (en)
  - Humphrey Bourchier de Berners, chevalier
  - William Blount, chevalier
  - William Tyrell de Heron, chevalier
  - John Milewater, soldat
- 26 avril : Thomas Cobham, 5e baron Cobham
- 4 mai :
  - Édouard de Westminster, prince de Galles
  - Jean Beaufort, marquis de Dorset
  - Jean de Courtenay, 15e comte de Devon
  - John Wenlock, 1er baron Wenlock
  - William Vaux, chevalier
  - John Delves, chevalier
  - Edmund Hampden, chevalier
  - Robert Whittingham, chevalier
- 6 mai :
  - Edmond Beaufort, 3e duc de Somerset
  - Thomas Tresham, speaker de la Chambre des communes
  - John Langstrother, chevalier hospitalier
  - Hugh Courtenay, chevalier
  - Gervase Clifton, chevalier
  - Humphrey Tuchet, chevalier
  - William Cary, chevalier
  - Philip Mansel, chevalier
- 12 mai : Richard Bowyer, chanoine de Windsor
- 21 mai : Henri VI, roi d'Angleterre
- 22 septembre : Thomas Neville, noble
- 4 octobre : Henry Stafford, chevalier
- 16 novembre : Henry Beaumont, chevalier
- 23 novembre : John Chadworth, évêque de Lincoln
- 21 décembre : Michael Tregury, archevêque de Dublin (en)
- Date inconnue :
  - Reginald Ely, architecte
  - Henry Sever, théologien
  - Roger Vaughan de Tretower, chevalier